# Bitwa o Wilno (1702)
Bitwa o Wilno – starcie zbrojne, które miało miejsce 3 kwietnia 1702 roku. W niedzielę wielkanocną litewskie chorągwie na rozkaz hetmana Michała Serwacego Wiśniowieckiego w sile 3 tysięcy żołnierzy pod wodzą Ludwika Konstantego Pocieja i Nowosielskiego próbowały odbić zajęte przez Szwedów miasto. Oddziały te niewiele osiągnęły, zostały wyparte tracąc działa. Główną przyczyną porażki wojsk Wielkiego Księstwa Litewskiego było wyznaczenie do udziału w operacji przez hetmana Wiśniowieckiego zbyt szczupłych sił.